# Affaire Hérouxville
Au Québec, l'affaire Hérouxville désigne une polémique qui a débuté le 25 janvier 2007, moment où le conseil municipal d'Hérouxville, situé dans la région de la Mauricie, a adopté un code de conduite pour les immigrants. Elle s'inscrit dans le cadre de la controverse québécoise sur les accommodements raisonnables,.
Le document, rédigé à l'origine par le conseiller municipal André Drouin (en), stipule notamment que la lapidation des femmes et le fait de les brûler vives, de même que l'excision, sont interdits dans la municipalité. L'affaire a fait manchette dans les médias du Québec et dans les semaines qui suivirent, d'autres municipalités locales (telles Trois-Rives) cherchèrent à emboîter le pas. À la suite des réactions des communautés musulmanes ainsi que de certains médias québécois, les règles du code ont évolué vers une version finale adaptée, sans toutefois avoir perdu les objectifs initiaux.
Parmi d'autres facteurs, la controverse engendrée par la prise de positions de la municipalité entraîna la formation de la Commission de consultation sur les pratiques d'accommodements reliées aux différences culturelles présidé par Gérard Bouchard et Charles Taylor.
En 2010, quelques villageois demandent que le code soit supprimé. Le nouveau conseil municipal décidera finalement de le maintenir

## Rapport dans les médias
L'initiative d'Hérouxville entraîna une importante couverture médiatique. À l'échelle du Québec, le parrain de cette résolution fut interviewé par plusieurs médias et fut invité à l'émission Tout le monde en parle. 
En France, une partie de la presse de gauche a qualifié ces positions de xénophobes.
Le spectacle humoristique de fin d'année Bye Bye 2007, sous l'égide du groupe Rock et Belles Oreilles, consacra une partie de sa revue à une caricature des événements de l'Affaire Hérouxville.